# Friedrich Schirmer (Politiker, 1859)
Friedrich Schirmer (* 15. Juni 1859 in Hohenleina; † 2. Februar 1945 in Lutherstadt Wittenberg) war Bürgermeister von Bunzlau und Oberbürgermeister von Wittenberg.

## Leben
Friedrich Schirmer wurde als Sohn eines Gutsbesitzers geboren. Nach Studium und Promotion schlug er eine Beamtenlaufbahn ein. 1891 wurde er Bürgermeister von Bunzlau in Schlesien. Am 29. November 1894 wurde er vom Landrat von Bodenhausen als Bürgermeister von Wittenberg eingeführt. Während seiner Tätigkeit im Amt entwickelte sich die einstige Handwerker und Garnisonsstadt Wittenberg zu einem Industrieort und deren Bevölkerung nahm sprunghaft zu. So florierte auch die Geschäftswelt und die Stadt Wittenberg begann sich durch erschließenden Häuserbau zunehmend auszubreiten.
1899 ließ Schirmer die Mittelschule für Knaben und Mädchen erbauen, der obligatorische Fortbildungsunterricht wurde eingeführt, der zuvor in Händen des Gewerbevereins lag. Auch die Erbauung der Elstervorstadt-Schule im Jahre 1903 und die Errichtung der gehobenen Mädchen-Mittelschule 1908 lag in seiner Verantwortung. In der Zeit Schirmers wurde 1910 die heutige Rosa-Luxemburg-Schule für Mädchen gebaut und nach langwierigen Verhandlungen 1917 das Melanchthon-Gymnasium verstaatlicht.
Wichtig für die Wittenberger Industrie in den Vororten und für den Handel war die Aufnahme der Tätigkeit der Reichsbank-Nebenstelle 1907 in Wittenberg. Um die Gelder anzulegen, kaufte die Stadt Gelände an der Stern- und Großen Friedrichstraße, am heutigen Alten Bahnhof und einen Plan zwischen Eich-, Feld- und Weinbergstraße. In Schirmers Tätigkeitszeit fällt der Bau des Elektrizitätswerkes, Gaswerk und Wasserwerk wurden vergrößert und die Neupflasterung der Stern-, Großen Friedrich- (heute Friedrichstraße) und Heubner- wie auch Lutherstraße durchgeführt. Jedoch wirkten sich vor allem die politischen und wirtschaftlichen Folgen des Ersten Weltkriegs auf seine Amtszeit aus. Der dabei entstandene Mangel an Geldern und Nahrung etc. waren in seiner Amtszeit die für die Bevölkerung eklatantesten Probleme, so dass während dieser Zeit vor allem stadtentwickelnde Maßnahmen zurücktreten mussten.
Aufgrund seiner Verdienste um die Stadt Wittenberg wurde Schirmer am 23. August 1917 der Titel des Oberbürgermeisters durch den damaligen Regierungspräsidenten Wolf von Gersdorff in einer eigens anberaumten Stadtverordnetenversammlung in Form einer Ernennungsurkunde überreicht.
Dem Abschiedsgesuch Schirmers nach 24-jähriger Dienstzeit kam man am 29. November 1918 nach. Jedoch war er auch nach seiner Dienstzeit noch in den Gremien der Stadt Wittenberg tätig. So findet man ihn im Vorstand des Kaiser-Friedrich-Siechenhauses (dem heutigen Schleusnerstift). Nachdem der Konservator der Lutherhalle Julius Jordan im Oktober 1928 verstorben war, übernahm Schirmer im Frühjahr 1929 vertretend die Geschäfte eines Konservators der Lutherhalle und führte dies bis zur Amtseinführung des neuen Konservators Oskar Thulin am 1. Januar 1930 fort.